# النملية (دير الزور)
النملية هي قرية سورية تتبع ناحية صور في منطقة مركز دير الزور بمحافظة دير الزور. وفقًا لإحصاء المكتب المركزي للإحصاء لعام 2004، بلغ عدد سكان القرية 1,246 نسمة. تقع النملية بين قريتي أبو النيتل والحريجي في دير الزور.
يعمل غالبية سكان النملية بالزراعة، حيث يزرعون القطن والقمح، إلى جانب ممارسة الرعي. تضم القرية نسبة من المتعلمين، إلا أن نسبة المتعلمين في قرية أبو النيتل المجاورة تتجاوز 70%.
يسكن القرية أفراد من عشيرة البو جامل، ومنهم عائلة الصالح حمد.